# Hiroki Waki
Hiroki Waki (japanisch 脇 裕基 Waki Hiroki; * 20. Februar 1993 in der Präfektur Osaka) ist ein ehemaliger japanischer Fußballspieler.

## Karriere
Waki erlernte das Fußballspielen in der Schulmannschaft der Osaka Gakuin University High School und der Universitätsmannschaft der Osaka-Gakuin-Universität. Seinen ersten Vertrag unterschrieb er 2015 bei Amitie SC Kyoto. Für den Verein absolvierte er vier Ligaspiele. 2016 wechselte er zum Drittligisten Fujieda MYFC. Für den Verein absolvierte er 10 Ligaspiele. 2017 wechselte er zu Amitie SC Kyoto (heute: Ococias Kyoto AC). Für den Verein absolvierte er 36 Ligaspiele. Ende 2019 beendete er seine Karriere als Fußballspieler.